# 아로마테라피협회
아로마테라피협회는 2017년 최미경 협회장을 중심으로 아로마테라피전문가들이 모여 창립한 비영리 단체이다.
아로마테라피협회의 목적은 아로마테라피를 가장 효율적이고 안전한 방법으로 사용하는 방법을 연구하고 교육하기 위함이 첫 번째이다.
아로마테라피협회에서는 또한, 한국산 에센셜오일에 대한 임상을 얻고 발전시키기 위해 노력하고 있다.

## 민간자격증
1. 아로마상담사
  - 자격증 종목: 아로마상담사
  - 자격의 종류: 민간자격증
  - 등록번호: 2017-004799
  - 자격증 등급: 3급, 2급(강사), 1급(수석강사)
  - 자격증발급기관: 아로마테라피협회 (070-4350-5670)
2. 아로마소믈리에 (등록번호: 2018-001499) - 2020년 시행예정
3. 맘코칭전문가 (등록번호: 2018-003107) - 2020년 시행예정
4. 아로마피부미용상담사 (등록번호: 2018-002622) - 2020년 시행예정
5. 발지도사 (등록번호: 2018-003305) - 2020년 시행예정
6. 두피모발상담사 (등록번호: 2018-003301) - 2020년 시행예정

## 행사

### 향기페스티벌 (a.k.a 향기박람회)
1) 2018년 [Salon de Scent: 향기를 말하다]
- Chapter.1 이해 - 잠재의식향 디퓨져 만들기
- Chapter.2 소통 - 아로마토크쇼 [전문가들의 노하우와 한국산 에센셜오일의 세계화]
- Chapter.3 배움 - 고대천연향수 시향체험

2) 2019년 [아로마테라피 임상대회]
- 제1회 아로마테라피 임상대회 - 한국산 에센셜오일과 캐리어오일을 에스테틱에서 적용한 아로마테라피 임상사례